# Manuel Francisco Medeiros
Manuel Francisco Medeiros (Matriz (Horta), 31 de outubro de 1791 — Madalena do Pico, 25 de setembro de 1876) foi um médico formado pela Universidade de Coimbra (1819) que se destacou como um dos líderes do movimento liberal na ilha do Faial.

## Biografia
Estudou Medicina na Universidade de Coimbra, onde se formou bacharel em 1819. Enquanto estudante integrou o Batalhão Académico de 1808 que lutou contra os exércitos napoleónicos aquando da segunda invasão francesa de Portugal. Regressado à Horta, onde foi durante muito tempo o único médico diplomado que existia na ilha do Faial. Durante mais de quatro décadas prestou serviço como facultativo da Câmara Municipal da Horta, no hospital da Santa Casa da Misericórdia da Horta e nos conventos daquela cidade.
Em 1829, destacou-se como arguente das teses filosóficas tendo em vista a nomeação de António José de Ávila para o lugar de lente de Filosofia Racional e Moral na cidade da Horta.
Adepto do ideário liberal, Liderou o movimento que na ilha do Faial apoiou as pretensões de D. Pedro IV. Estabelecido o governo constitucional no Faial e Pico com a entrada da divisão comandada por António José de Sousa Manuel de Meneses, então Conde de Vila Flor, alistou-se no Batalhão de Voluntários organizado para defesa daquelas ilhas, tendo sido escolhido para o posto de major.
Foi delegado do Físico-Mor no Distrito da Horta (1834), vice-presidente da Junta Governativa formada na cidade da Horta aquando da Patuleia (1847) e procurador à Junta Geral pelo concelho da Horta (1860-1876).